# Nebaiote
Nebaiote, Nevayot ou Nibayot (em hebraico: נְבָיוֹת, N'bhayoth na pronúncia bíblica original ou Nevayot no hebraico moderno), é mencionado pelo menos cinco vezes no Tanakh de acordo com o qual ele foi o primeiro filho de Ismael e o nome está entre os epônimos das tribos selvagens mencionadas no livro de Gênesis 25:13 e no livro de Isaías 60:7. Segundo estudiosos, Nebaiote é acreditado como o pai da tribo árabe Numayr, e outros dizem que ele pode ter dado origem ao povo dos nabateus.

## Ocorrências bíblicas
No livro de Gênesis, Nebaiote é listado como o primeiro filho de Ismael:
 ...Estas, porém, são as gerações de Ismael filho de Abraão, que a serva de Sara, Agar, egípcia, deu a Abraão. E estes são os nomes dos filhos de Ismael, pelos seus nomes, segundo as suas gerações: O primogênito de Ismael era Nebaiote, depois Quedar, Adbeel e Mibsão,
Misma, Dumá, Massá, Hadade, Tema, Jetur, Nafis e Quedemá. Estes são os filhos de Ismael, e estes são os seus nomes pelas suas vilas e pelos seus castelos; doze príncipes segundo as suas famílias... (Gênesis 25:12–16)
Nebaiote também é mencionado como irmão de Maalate, uma das esposas de Esaú:
1: ...Vendo também Esaú que as filhas de Canaã eram más aos olhos de Isaque seu pai. Foi Esaú a Ismael, e tomou para si por mulher, além das suas mulheres, a Maalate filha de Ismael, filho de Abraão, irmã de Nebaiote... (Gênesis 28:8–9).
2: ...Esaú tomou suas mulheres das filhas de Canaã; a Ada, filha de Elom, heteu, e a Aolibama, filha de Aná, filho de Zibeão, heveu. E a Basemate, filha de Ismael, irmã de Nebaiote... (Gênesis 36:2–3).
Nebaiote é mencionado novamente como o primeiro filho de Ismael nas genealogias dos livros de Crônicas:
...Estas são as suas gerações: o primogênito de Ismael foi Nebaiote, e, depois, Quedar, Adbeel, Mibsão, Misma, Dumá, Massá, Hadade, Tema, Jetur, Nafis e Quedemá; estes foram os filhos de Ismael... (I Crônicas 1:29–31)
No livro de Isaías, Nebaiote (junto com seu irmão Quedar) é usado como uma metáfora para as nações gentias:
... Todas as ovelhas de Quedar se congregarão a ti; os carneiros de Nebaiote te servirão; com agrado subirão ao meu altar, e eu glorificarei a casa da minha glória... (Isaías 60:7)

## Ocorrências fora da bíblia
A conexão da genealogia de Nebaiote também é mencionada no livro de Jasar.